# Pristimantis duellmani
Espèce
Synonymes
- Eleutherodactylus duellmani Lynch, 1980

Statut de conservation UICN

 VU B1ab(iii) : Vulnérable
Pristimantis duellmani est une espèce d'amphibiens de la famille des Craugastoridae.

## Répartition
Cette espèce se rencontre entre 1 780 et 2 700 m d'altitude sur le versant Ouest de la cordillère Occidentale :
- en Équateur dans les provinces de Carchi, d'Imbabura et de Pichincha ;
- en Colombie dans les départements de Nariño et de Cauca.

## Description
Les mâles mesurent de 24,9 à 36,0 mm et les femelles de 36,6 à 45,8 mm.

## Étymologie
Cette espèce est nommée en l'honneur de William Edward Duellman.

## Publication originale
- Lynch, 1980 : Two new species of earless frogs allied to Eleutherodactylus surdus (Leptodactylidae) from the Pacific slopes of the Ecuadorian Andes. Proceedings of the Biological Society of Washington, vol. 93, no 2, p. 327-338 (texte intégral).